# En sentimental resa genom Frankrike och Italien
En sentimental resa genom Frankrike och Italien är en roman av Laurence Sterne, skriven och publicerad 1768, strax innan Sternes död.
1765 reste Sterne genom Frankrike och Italien så långt söderut som Neapel, och när han återvände beslutade han sig för att skildra sina resor från ett sentimentalt perspektiv. Romanen kan ses som en epilog till den möjligtvis oavslutade romanen Välborne herr Tristram Shandy: hans liv och meningar och också som ett svar på Tobias Smolletts osentimentala Resor genom Frankrike och Italien. (Sterne träffade Smollett under sina resor i Europa, och motsatte sig starkt dennes svårmod, syrlighet och grälsjuka. Romanfiguren Smelfungus är baserad på honom.)
Romanen blev mycket populär och inflytelserik och bidrog till att etablera reseskildringen som en dominerande genre under andra hälften av 1700-talet. Till skillnad från tidigare reseskildringar som betonade klassisk bildning och objektiva, opersonliga åsikter skildrar En sentimental resa subjektiva, personliga känslor och åsikter rörande smak, seder och moral.
Berättare är Mr. Yorick, som slugt presenteras för läsaren som Sternes lätt förklädda alter ego. Boken berättar om hans olika äventyr, vanligtvis av amorös typ, i en serie fristående episoder. Romanen är mindre excentrisk och mer elegant i sin stil än Tristram Shandy och togs emot bättre av samtida kritiker. Den publicerades den 27 februari 1768, Sterne dog den 18 mars.

## Svenska översättningar
- Sterne, Laurence; Johan Samuel Ekmanson (1790-1791). Yoricks känslosamma resa genom Frankrike och Italien 1-2. Stockholm
- Sterne, Laurence; Richard Hejll (1931). En sentimental resa genom Frankrike och Italien. Stockholm: Bonniers
- Sterne, Laurence; Majken Johansson (1958). En sentimental resa genom Frankrike och Italien av Mr. Yorick. Stockholm: Natur och Kultur